# Johann Gottlob Leidenfrost
Johann Gottlob Leidenfrost (ur. 27 listopada 1715 w Rosperwenda; zm. 2 grudnia 1794 w Duisburgu) – niemiecki lekarz i teolog z wykształcenia. Zajmował się również fizyką i chemią. Jako pierwszy opisał i wyjaśnił zjawisko fizyczne nazwane od jego imienia zjawiskiem Leidenfrosta. 

## Życiorys
Studia rozpoczął na Uniwersytecie w Gießen na wydziale teologii, ale szybko zmienił swoje zainteresowania i zajął się medycyną, kontynuując studia na Uniwersytecie w Lipsku i Halle. W roku 1741 uzyskał doktorat z medycyny za pracę na temat współzależności ruchów ludzkiego ciała. Po studiach podczas wojen śląskich pracował jako lekarz. W 1743 został profesorem uniwersytetu w Duisburgu. W 1756 stał się członkiem Berlińskiej Akademii Nauk.